# Calvin i Hobbes
Calvin i Hobbes (eng. Calvin and Hobbes) je američki humoristički strip autora Billa Wattersona. Strip se bavi doživljajima šestogodišnjeg dječaka Calvina i njegovog plišanog, ali za Calvina živog, tigra Hobbesa. 
Strip je počeo izlaziti 18. studenog 1985., a ugasio se 31. prosinca 1995. Izlazio je, (a neki još ga uvijek objavljuju, naravno stare stripove jer novih više nema) u oko 2400 novina i časopisa širom svijeta. Preveden je na gotovo sve najvažnije svjetske jezike. Izlazio je i na hrvatskom jeziku u Jutarnjem listu u devedesetima. Objavljeno je i 18 kolekcija stripova u obliku knjige prodanih u oko 45 milijuna kopija. Mnogi ljubitelji stripa smatraju ga jednim od najboljih kratkih humorističkih stripova svih vremena. Američka pošta (eng. United States Postal Service) objavila je da će u lipnju 2010. objaviti poštansku marku s temom ovoga stripa.
Calvin je dobio ime po Jeanu Calvinu osnivaču kalvinizma, a Hobbes po Thomasu Hobbesu, engleskom filozofu. Radnja je smještena američki sjeverozapad. Teme stripa su Calvinovo prijateljstvo s Hobbesom, njegove maštarije, avanture, jedinstven pogled na društvena i politička pitanja te odnos prema njegovim roditeljima i drugim ljudima. Strip nikada ne kritizira određene osobe ili događaje, već je ponekad općenita kritika obrazovanja, komercijalizacije, masovnih medija, ljudske apatije i sl. Calvin vidi Hobbesa kao živoga tigra i tako se prema njemu i ponaša, razgovara s njime, dok ostali likovi vide Hobbesa kao plišanoga tigra.
Autor stripa Bill Watterson nakon prestanka izlaženja stripa 1995. godine povukao se od očiju javnosti. Ne želi dati autorska prava za snimanje filma na temelju stripa. Odbija korištenje stripa u komercijalne i marketinške svrhe npr. u obliku proizvodnje igračaka, suvenira s likovima iz stripa i sl., čime je dobio simpatije mnogih ljubitelja stripa, zbog vjernosti principima. U nekoliko prilika, ljubiteljima stripa poklanjao je originalne table stripa, koje imaju veliku novčanu vrijednost. Mukotrpno se zalagao za povećanje predviđenoga mjesta za strip u novinama. Odobreno mu je 1991. godine, da u nedjeljnim izdanjima sam izabere format koji želi.

## Likovi
- Calvin (prezime mu nikad nije spomenuto) ima plavu kosu s karakterističnom čupkastom frizurom i često nosi crvenu majicu na pruge. On je vrlo maštovit, inteligentan, radoznao, ali ponekad i sebičan. Autor stripa kaže za njega, da je preinteligentan za svoje godine. Usprkos tome, škola mu nikako ne ide. Najdraža igračka mu je plišani tigar po imenu Hobbes, koji je u Calvinovoj mašti živ, i najčešće je tako i prikazivan. Pokazuje veliko zanimanje za dinosaure, čudovišta i svemir. U svojoj dječjoj mašti i pogledu na svijet često ima neprihvatljive ideje, što donosi velike probleme njemu i njegovim roditeljima, ali je i nasmijavalo čitatelje punih deset godina.

- Hobbes je Calvinov plišani tigar i vjeran prijatelj. Za sve druge, Hobbes je samo plišana igračka, a iz Calvinovog kuta on je živ tigar dvostruko viši od njega, ima pomalo filozofski pogled na svijet, šali se na Calvinov račun ili se baci na njega kad se ovaj vraća iz škole, a u sebi ima i nagone karakteristične za jednog tigra. Calvin ga ponekad pita za savjet, na što on odgovara na svoj specifičan način.

- Calvinovi roditelji su bračni par, tridesetih godina, kojima imena nikad nisu objavljena. Otac radi u jednoj tvrtki i često objašnjava Calvinu na svoj način neke stvari za koje misli, da je još premlad da bi mu rekao pravu istinu. Calvinova majka je kućanica. Calvin ih često dovodi do ludila svojim nestašlucima, ali se sve završi kaznom za Calvina ili u najboljem slučaju, pomirenjem.

- Susie Derkins je djevojčica iz susjedstva, koja ide s Calvinom u razred. Između njih dvoje se rodila neka vrsta simpatije, iako to oboje nisu htjeli priznati ni sebi niti jedno drugome. Susie je suprotnost Calvinu, pristojna djevojčica koja dobiva odlične ocjene u školi. Česti geg u stripu se sastoji u tome da tijekom ručka u školi Calvin sjedne kraj Susie i pokušava joj zgaditi ručak, iz čiste zabave ili da bi došao do njenog ručka. Najčešće joj govori kako ima mrtve bube za ručak i slično.

- Gospođa Wormwood (prevođena kao Crvodrvić) je Calvinova učiteljica starijih godina. I njoj su stradali živci, navodno zbog Calvina, pa je postala alkoholičar i pušač. Često kaže kako jedva čeka mirovinu.

- Rosalyn je studentica koja, da bi zaradila za studij jedina pristaje čuvati Calvina kada njegovi roditelji nekamo odu. Jedina je osoba koje se Calvin boji. On nastoji, da je roditelji prestanu pozivati, na što oni odmahuju rukom. Večeri u kojima dobije zadatak čuvati Calvina često završavaju nepodopštinama svake vrste.

- Moe je školski mangup. S obzirom na to da je veći i jači od Calvina, često mu otima novac za užinu. Calvin zazire od rasprave s njim, jer, kako kaže, "nije zgodno ulaziti u raspravu sa šestogodišnjakom koji se brije".

## Vanjske poveznice
- Službena stranica na GoComics.com